# Festival international de films de femmes de Créteil 1988
 (mai 2025).
La 10e édition du Festival international de films de femmes de Créteil se tient à la Maison des arts et de la culture à Créteil, préfecture du département du Val-de-Marne, du 12 mars au 20 mars 1988. Un hommage est rendu à la réalisatrice Kira Mouratava, tandis qu'est proposé un panorama des femmes dans le cinéma arabe et un autoportrait de l'actrice Dominique Sanda au travers de 9 films choisis dans sa filmographie.

## Palmarès
- Grand Prix du Jury – Meilleur long métrage de fiction : Business as Usual de Lezli-An-Barett (Grande-Bretagne)
- Prix d’interprétation féminine : Jackie Burroughs dans A Winter Tan de Jackie Burroughs, Louise Clark, John Frizzell, John Walker et Aerlyn Weissman (Canada)
- Prix AFJ – Meilleur long métrage documentaire : Classified People de Yolande Zauberman (France)
- Prix du Public – Meilleur long métrage de fiction :' High Tide de Gillian Armstrong (Australie)
- Prix du Public – Meilleur long métrage documentaire : Talking to the Ennemy de Mira Hamermesh (Grande-Bretagne)
- Prix du Public – Meilleur court métrage étranger : La mirada de Myriam de Clara Riascos (Colombie)
- Prix du Public – Meilleur court métrage français : Zot ka fe zouzou de Véronique Mucret (France)